# Завалий, Николай Григорьевич
Николай Григорьевич Завалий (1924—2005) – советский военный деятель, начальник штаба – первый заместитель командующего отдельной армией предупреждения о ракетном нападении, генерал-лейтенант.

## Биография
Родился 16 октября 1924 года в селе Демки Ковалевского района Полтавской области, отец – работник сельскохозяйственного производства, мать – врач.
В 1941 году окончил среднюю школу. С сентября 1941 по июль 1942 года в эвакуации в Саратовской области,  работал в колхозе молотобойцем, помощником комбайнера.
С августа 1942 года на службе в РККА, курсант 2-го Киевского артиллерийского, затем Смоленского артиллерийского училищ.
Участник боевых действий с апреля 1943 по 11 мая 1945 года на Брянском, Степном и 2-м Украинском фронтах— лейтенант, старший лейтенант, командир батареи.
Послевоенный послужной список:
- с мая 1945 по сентябрь 1951 года заместитель начальника школы сержантского состава 52-й гаубичной артиллерийской Будапештской бригады (г. Эстергом, Венгрия);
- С 1 сентября 1951 по 1 сентября 1952 года — слушатель Высшей офицерской артиллерийской школы (г. Ленинград), окончил с отличием.
- с сентября 1952 по сентябрь 1953 года — командир артиллерийской батареи в той же бригаде, г. Котовск и г. Ананьев, Одесский военный округ;
- с 1 сентября 1953  по 23 ноября 1957 года — слушатель командного факультета Военной академии имени Фрунзе, окончил с отличием.
- с 23 ноября 1957 года по 20 декабря 1959 года — начальник штаба 550-го полка особого назначения (6-й корпус особого назначения 1-й армии особого назначения) — только что созданной зенитно-ракетной противосамолётной системы С-25 («Беркут»).
- с 21 декабря 1959 по 16 декабря 1965 года командир 789-го полка особого назначения (10-й корпус ОН, 1-я АОН);
- с 16 декабря 1965 по 23 октября 1969 года начальник отдела оперативной и боевой подготовки Управления начальника противоракетной обороны Московского округа ПВО.
- с 23 октября 1969 по 22 октября 1971 года заместитель начальника Управления ПРО. Возглавлял боевой расчет системы ПРО А-35, который  9 июня 1970 года впервые в режиме дежурства выполнил перехват баллистической цели.
- с 23 октября 1971 по 22 сентября 1977 года начальник штаба Управления ПРО (отдельный корпус ПРО).

С 22 сентября 1977 года начальник штаба — первый заместитель командующего, член Военного совета вновь сформированной  отдельной армии особого назначения (предупреждения о ракетном нападении). Руководил разработкой планов боевого применения, планов взаимодействия, структуры системного анализа боевого применения и функционирования), совершенствованием системы связи, командных пунктов.
Участвовал в работе межведомственных комиссий, комиссий по Государственным и приемосдаточным испытаниям комплексной СПРН, космических систем УС-К и УС-КС, радиолокационной станции «Дарьял» и др.
Окончил Высшие академические курсы Генштаба ВС МО (1980). Генерал-лейтенант.
С 5 ноября 1985 года в запасе.
Награждён орденами Отечественной войны I и II степени, двумя орденами Красной Звезды, орденом «За службу Родине в Вооруженных силах» III степени, двумя медалями «За боевые заслуги», 28 другими медалями; орденом и 4 медалями иностранных государств.
Жил в Солнечногорске. Умер в конце марта 2005 года.
Соавтор и составитель книги:
- Рубежи обороны - в космосе и на земле: Очерки истории ракет.-косм. обороны / Авт.-сост. Н. Г. Завалий. - М. : Вече, 2003 (Казань : ГУП ПИК Идел-Пресс). - 749, [1] с. : ил., портр.; 22 см.; ISBN 5-9533-0123-5 (в пер.)

Жена — Клара Ивановна (1925 г. рожд.), врач, награждена орденом «Знак Почёта», медалью «За доблестный труд в Великой Отечественной войне». Дочь — Наталья Николаевна (1948 г. рожд.), инженер. Сын — Владимир Николаевич (1950 г. рожд.), окончил МАИ и Харьковскую военную инженерную радиотехническую академию; доктор технических наук, профессор, полковник Российской армии, начальник Научно-исследовательского центра № 1 МО РФ.